# Rafael Yglesias (Schriftsteller)
Rafael Yglesias (* 12. Mai 1954 in New York City) ist ein US-amerikanischer Schriftsteller und Drehbuchautor.

## Leben
Rafael Yglesias ist der Sohn des kubanischstämmigen Schriftstellers Jose Yglesias und der jüdisch- und russischstämmigen Schriftstellerin Helen Iglesias. Er wurde in Washington Heights, Manhattan, geboren und wuchs auch dort auf. Yglesias begann bereits im jugendlichen Alter zu schreiben. Er verließ die Schule nach der 10. Klasse, um seinen ersten Roman Hide Fox, and All After zu beenden. Der Roman erschien 1972. Es erschienen in den folgenden Jahren sechs weitere Romane. 1990 schrieb er dann sein erstes Drehbuch für ein amerikanisches Fernsehspiel. 1993 erschien die Verfilmung seines Romans Fearless – Jenseits der Angst. Für diesen Film schrieb er erstmals ein Drehbuch für einen Kinofilm. Regie führte Peter Weir. Ein Jahr später erschien Roman Polańskis Film Der Tod und das Mädchen. Yglesias hatte das Drehbuch nach dem gleichnamigen Theaterstück von Ariel Dorfman verfasst.
Nach dreizehn Jahren Pause als Romancier schrieb Yglesias den Roman A Happy Marriage, der auf Deutsch 2010 unter dem Titel Glückliche Ehe erschien. Das Buch handelt von der Ehe Yglesias' mit der Künstlerin Margaret Joskow, die nach 30 Jahren Ehe 2004 an Krebs starb.
Das Paar hat zwei Söhne, die ebenfalls schriftstellerisch tätig sind.

## Bibliografie
- 1972: Hide Fox, And All After
- 1976: The Work Is Innocent
- 1978: The Game Player
- 1986: Hot Properties
- 1988: Only Children
- 1990: The Murderer Next Door
- 1993: Fearless (deutsch: Fearless – jenseits der Angst)
- 1996: Dr. Neruda's Cure for Evil (deutsch: Dr. Nerudas Therapie gegen das Böse)
- 2009: A Happy Marriage (deutsch: Glückliche Ehe)
- 2015: The Wisdom of Perversity
- 2016: Fabulous At Fifty[1]

## Filmografie
- 1990: Aufbruch der Söhne (Rising Son) – Fernsehfilm
- 1993: Fearless – Jenseits der Angst
- 1994: Der Tod und das Mädchen (Death and the Maiden)
- 1998: Les Misérables
- 2001: From Hell
- 2005: Dark Water – Dunkle Wasser
- 2009: Anatomy of Hope – Fernsehfilm